# Primula uzungolensis
Primula uzungolensis är en viveväxtart som beskrevs av Terzioglu och Coskunç. Primula uzungolensis ingår i släktet vivor, och familjen viveväxter. Inga underarter finns listade i Catalogue of Life.